# Eugène Parlier
Eugène Parlier (13 de fevereiro de 1929 - 30 de outubro de 2017) foi um futebolista suíço que atuava como goleiro.

## Carreira
Eugène Parlier fez parte do elenco da Seleção Suíça de Futebol, na Copa do Mundo de 1954, em casa na Suíça. 